# جوزيه سيتون
جوزيه سيتون (بالإنجليزية: Josiah Seton)‏ هو لاعب كرة قدم ليبيري في مركز الهجوم، ولد في 23 مارس 1979 في مونروفيا في ليبيريا. شارك مع منتخب ليبيريا لكرة القدم. أما مع النوادي، فقد لعب مع Bontang F.C. ‏.

## وصلات خارجية
- جوزيه سيتون على موقع قاعدة بيانات كرة القدم.إي يو (الإنجليزية)
- جوزيه سيتون على موقع ناشيونال فوتبول تيمز (الإنجليزية)